# Trường Cao đẳng Huế
Trường Cao đẳng Huế được thành lập trên cơ sở sáp nhập Trường Cao đẳng nghề Thừa Thiên Huế, Trường Cao đẳng Sư phạm Thừa Thiên Huế vào Trường Cao đẳng Giao thông Huế và đổi tên thành Trường Cao đẳng Huế.
Thiết thực thực hiện Nghị quyết số 19-NQ/TW, ngày 25 tháng 10 năm 2017 của Ban Chấp hành Trung ương khóa XII về tiếp tục đổi mới hệ thống tổ chức và quản lý, nâng cao chất lượng và hiệu quả hoạt động của các đơn vị sự nghiệp công lập, tỉnh Thừa Thiên Huế đã xây dựng Đề án sắp xếp các cơ sở giáo dục nghề nghiệp công lập thuộc tỉnh Thừa Thiên Huế giai đoạn 2022-2030 với mục tiêu rà soát, sắp xếp mạng lưới cơ sở giáo dục nghề nghiệp địa phương theo hướng đồng bộ, tập trung, tinh gọn, hiệu quả và đáp ứng nhu cầu nhân lực có tay nghề cao phục vụ cho sự nghiệp công nghiệp hóa - hiện đại hóa của tỉnh cũng như của quốc gia, khu vực.. Là một trường cao đẳng công lập, trực thuộc Ủy ban nhân dân tỉnh Thừa Thiên Huế. Trường hiện đào tạo các hệ sơ cấp nghề, trung cấp và cao đẳng.

## Lịch sử hình thành và phát triển[2]
- 1990: Trường Đào tạo Công nhân lái xe Thừa Thiên Huế.
- 1993: Trường Đào tạo Lái xe và Lái tàu sông Thừa Thiên Huế.
- 2000: Trường Kỹ thuật nghiệp vụ Giao thông vận tải Thừa Thiên Huế.
- 2005: Trường Trung học Giao thông vận tải Huế.
- 2015: Trường Cao đẳng Giao thông Huế

## Các thành tích tiêu biểu[3]
- 2005: Huân chương Lao động hạng Ba.
- 2012: Huân chương Lao động hạng Nhì[4][5].

## Các đơn vị đào tạo và dịch vụ, khoa học trực thuộc

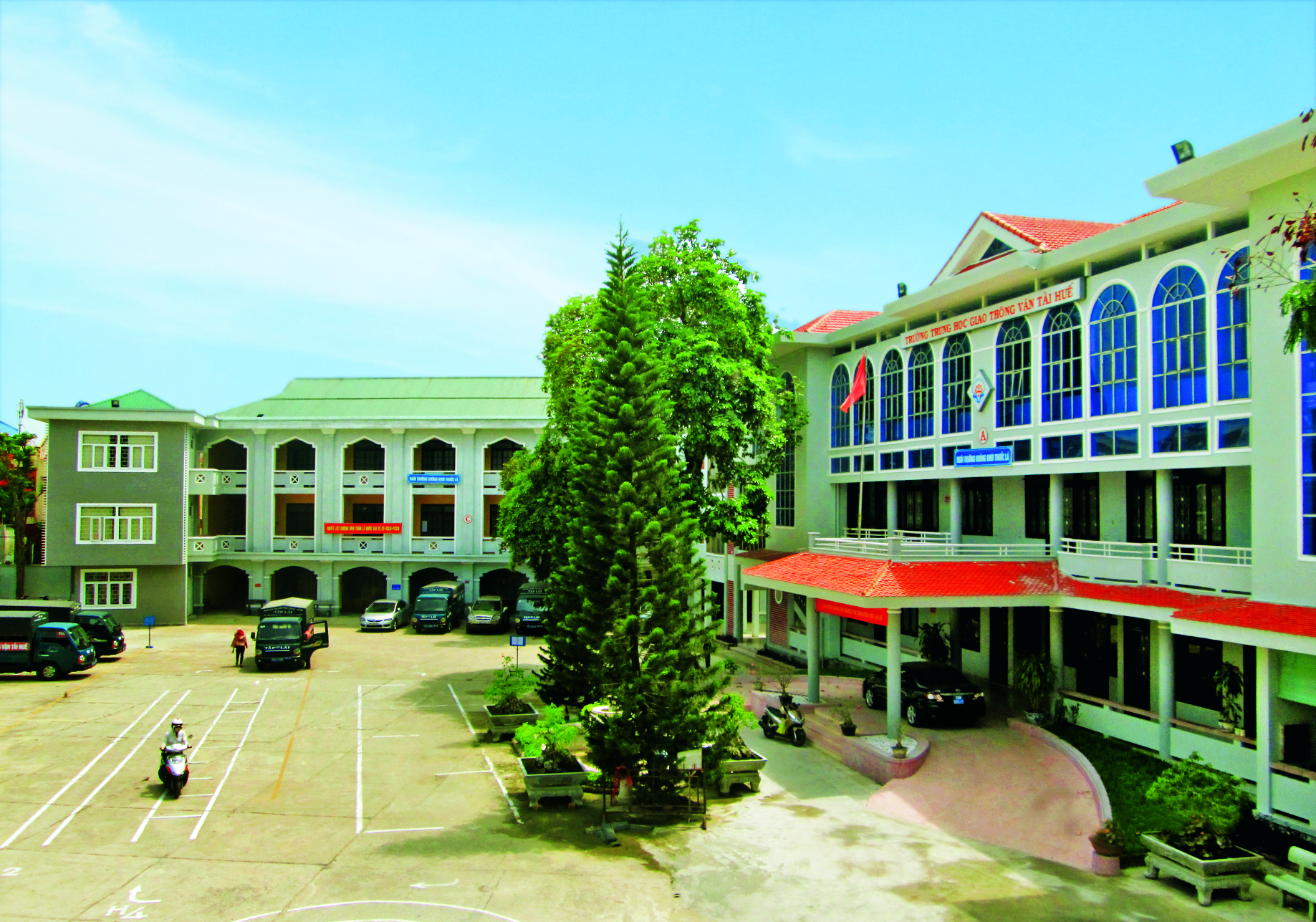
Trường Cao đẳng Giao thông Huế

- Cơ sở 1: Số 365 Điện Biên Phủ - 346 Phan Bội Châu, thành phố Huế, tỉnh Thừa Thiên Huế.
- Cơ sở 2: Phường Thủy Phương, thị xã Hương Thủy, tỉnh Thừa Thiên Huế.
- Các khoa, ban:
  - Khoa Cơ điện
  - Khoa Kinh tế
  - Khoa Xây dựng

- Các phòng, tổ nghiệp vụ
- Trung tâm Bảo trì và sửa chữa ô tô
- Trung tâm Kỹ thuật nghiệp vụ Giao thông vận tải
- Trung tâm Sát hạch lái xe cơ giới đường bộ Thừa Thiên Huế [6]
- Trung tâm Thí nghiệm và Kiểm định xây dựng

## Các ngành nghề đào tạo
- Hệ cao đẳng
  - Công nghệ kỹ thuật giao thông
  - Công nghệ kỹ thuật ô tô
  - Quản trị kinh doanh
  - Công nghệ Thông tin

- Hệ trung cấp chuyên nghiệp
  - Bảo trì và sửa chữa ôtô.
  - Công nghệ kỹ thuật cơ điện tử.
  - Điện công nghiệp và dân dụng.
  - Kế toán doanh nghiệp.
  - Kinh doanh vận tải đường bộ.
  - Tài chính - Ngân hàng.
  - Truyền thông và mạng máy tính.
  - Xây dựng cầu đường.
  - Xây dựng dân dụng và công nghiệp.

- Hệ trung cấp nghề
  - Điện dân dụng.
  - Kinh tế vận tải.
  - Quản trị mạng máy tính.

- Hệ sơ cấp nghề
  - Lái xe môtô, máy kéo, ôtô tất cả các hạng.
  - Lái tàu sông các hạng.
  - Vận hành máy thi công cơ giới, xe nâng hạ, cần trục...

- Hệ liên thông, liên kết

- Tập huấn nâng cao nghiệp vụ giáo viên dạy lái xe[7]